# A esperança de um homem condenado
A esperança de um homem condenado é uma série de três pinturas de Joan Miró, de 1974, que agora fazem parte da coleção permanente da Fundação Joan Miró, em Barcelona. Durante os últimos anos da Espanha franquista houve algumas decisões judiciais controversas que chocaram o pintor. Miró pintou este tríptico, em referência à esperança do pedido de indulto pedido pela vida do jovem anarquista Salvador Puig Antich. Esta série lembra diretamente outra de 1968 intitulada Pintura sobre fondo blanco para la celda de un solitario. As obras são o resultado de um processo de dois anos durante o qual Miró fez vários desenhos preparatórios com várias idéias para abordar o desafio. Estes desenhos são preservados na Fundação Miró.
Em fevereiro de 1974, Miró concretizou estas idéias, mas só terminou a obra um mês depois, coincidindo com a execução de outro anarquista.